# Tintagel Head
Tintagel Head är en udde i Storbritannien.   Den ligger i riksdelen England, i den södra delen av landet, 300 km väster om huvudstaden London.
Terrängen inåt land är kuperad åt nordost, men söderut är den platt. Havet är nära Tintagel Head åt nordväst. Runt Tintagel Head är det ganska tätbefolkat, med 70 invånare per kvadratkilometer. Närmaste större samhälle är Wadebridge, 17,7 km söder om Tintagel Head. 